# إي. توماس وود
إي. توماس وود (بالإنجليزية: E. Thomas Wood)‏ هو مؤرخ وصحفي أمريكي، ولد في 9 أكتوبر 1963.